# Mahe (köpinghuvudort i Kina, Hubei Sheng, lat 30,78, long 113,69)
Mahe (kinesiska: 麻河, 麻河镇) är en köpinghuvudort i Kina. Den ligger i provinsen Hubei, i den centrala delen av landet, omkring 61 kilometer väster om provinshuvudstaden Wuhan. Antalet invånare är 32 101. Befolkningen består av 15 103 kvinnor och 16 998 män. Barn under 15 år utgör 14,0 %, vuxna 15-64 år 75 %, och äldre över 65 år 9,0 %.
Runt Mahe är det tätbefolkat, med 683 invånare per kvadratkilometer. Närmaste större samhälle är Hanchuan, 16,3 km sydost om Mahe. Trakten runt Mahe består till största delen av jordbruksmark.
Genomsnittlig årsnederbörd är 1 441 millimeter. Den regnigaste månaden är juli, med i genomsnitt 203 mm nederbörd, och den torraste är december, med 19 mm nederbörd.